# Hohenthan (Bärnau)

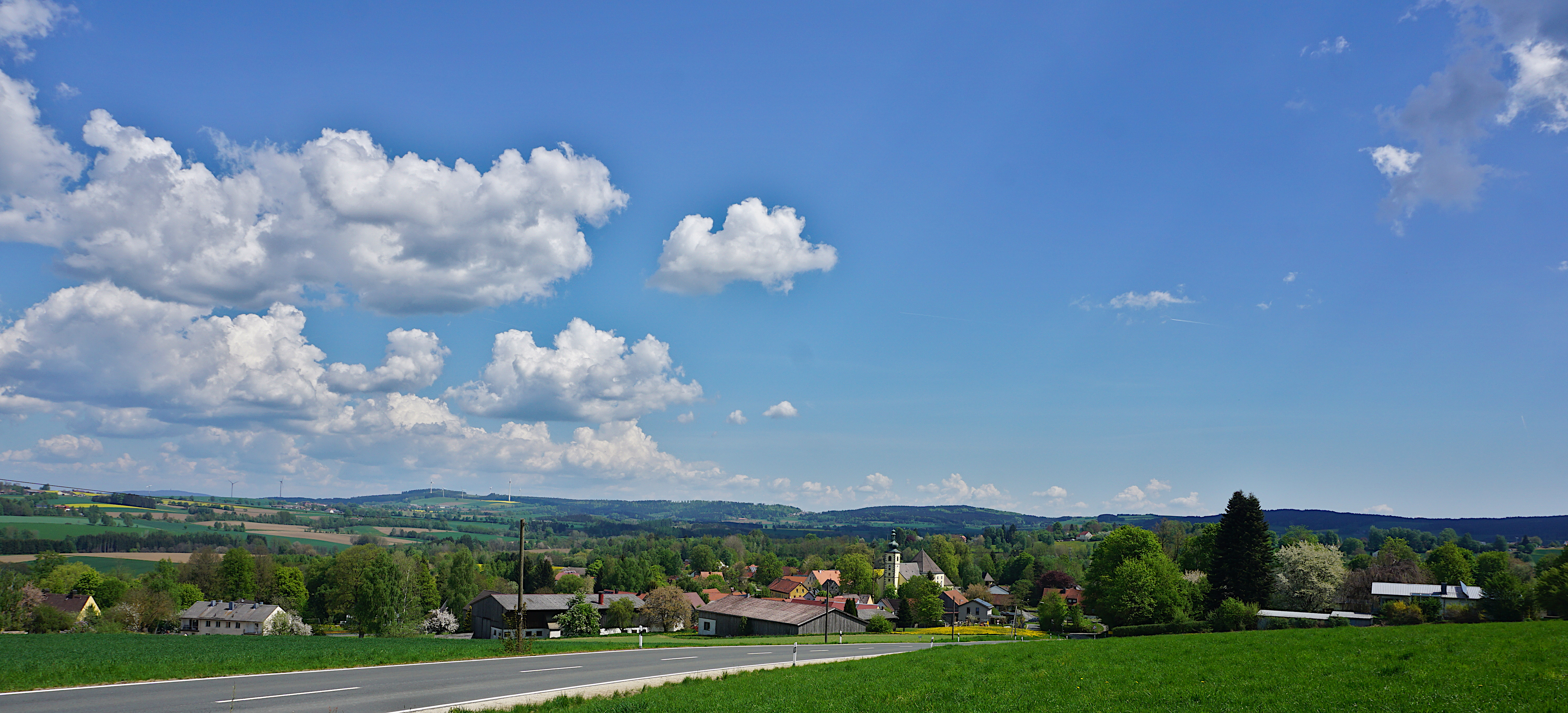
Blick auf das Dorf

Das Pfarrdorf Hohenthan ist ein Gemeindeteil der Stadt Bärnau im oberpfälzischen Landkreis Tirschenreuth in Bayern.

## Geschichte
Im Nürnberger Salbuch wird der Ort als Reichsdorf erwähnt und war die Mutterpfarrei von Bärnau. heute bildet Hohenthan mit Bärnau und Schwarzenbach eine Pfarreiengemeinschaft.